# Phryxe egena
Phryxe egena là một loài ruồi trong họ Tachinidae.